# Église Saints-Pierre-et-Paul de Görlitz
Pour les articles homonymes, voir Église Saints-Pierre-et-Paul.
L'église Saints-Pierre-et-Paul (allemand : Kirche St. Peter und Paul) est une église protestante située dans la ville de Görlitz dans la partie est de l'Allemagne. C'est la plus haute structure de la ville.

## Historique
La construction a commencé en 1425. La première pierre du chœur a été posée en 1423 sous la direction de Hans Knobloch et Hans Baumgarten.
Entre 1889 et 1891 les deux tours ont été surélevées à une hauteur de 84 mètres avec des flèches en béton.

## Dimensions
Les dimensions de l'édifice sont les suivantes, ;

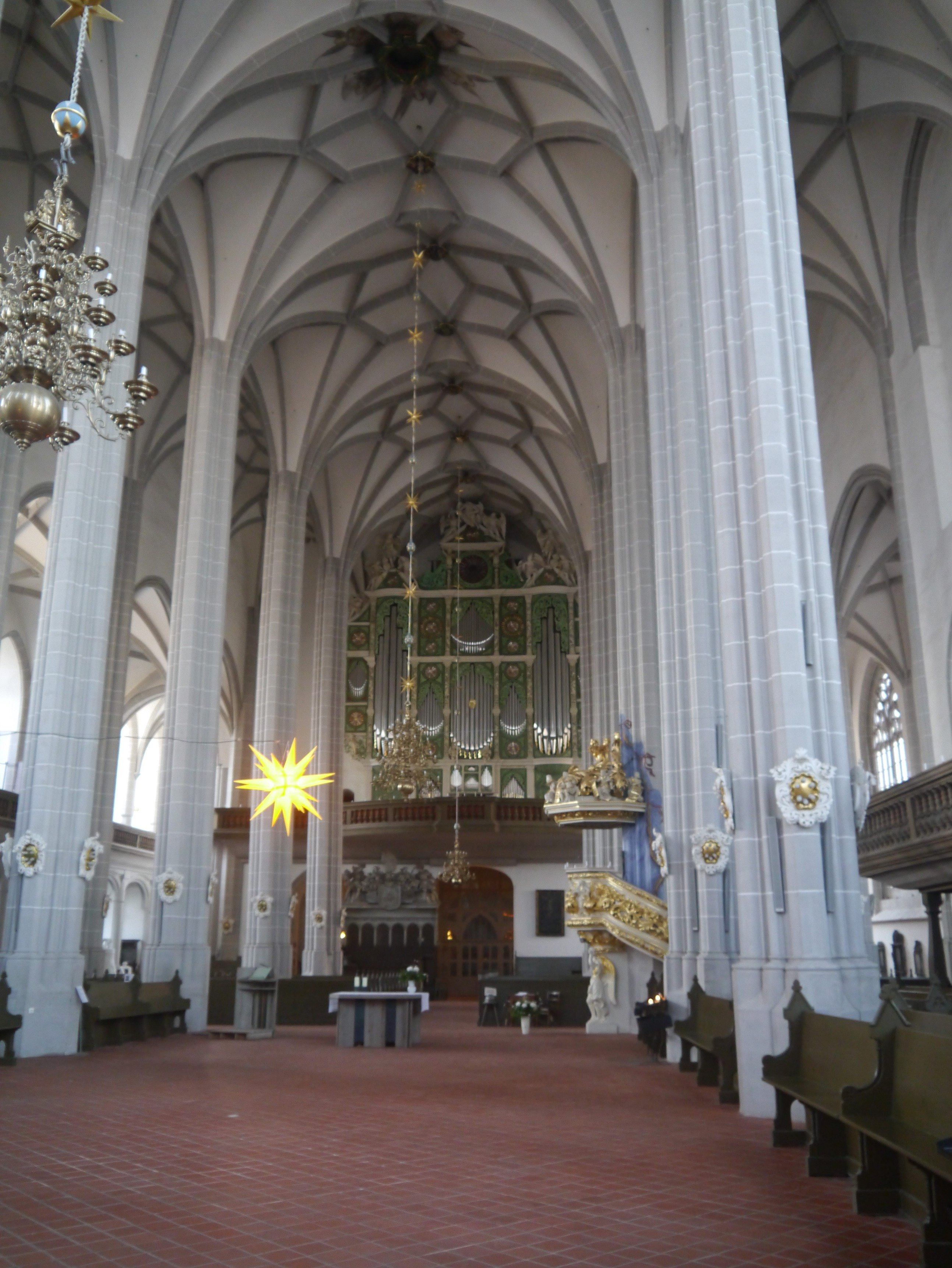
Intérieur de l'église

- Hauteur intérieure : 27 m
- Longueur : 72 m
- Hauteur des tours : 84 m
- Largeur : 39 m